# Dario Bellomo
Dario Bellomo (Campobasso, 17 settembre 1961) è un ex calciatore italiano, di ruolo centrocampista.

## Carriera
Cresciuto nelle giovanili dell'Ascoli, esordisce in massima serie con i marchigiani il 21 dicembre 1980, in occasione della sconfitta in trasferta contro la Roma, per poi disputare altri quattro incontri nel campionato di Serie A 1980-1981. Sarà la sua unica esperienza in ambito professionistico.

## Palmarès

### Club

#### Competizioni regionali
- Eccellenza: 1

Bojano: 1998-1999